# Velké Březno

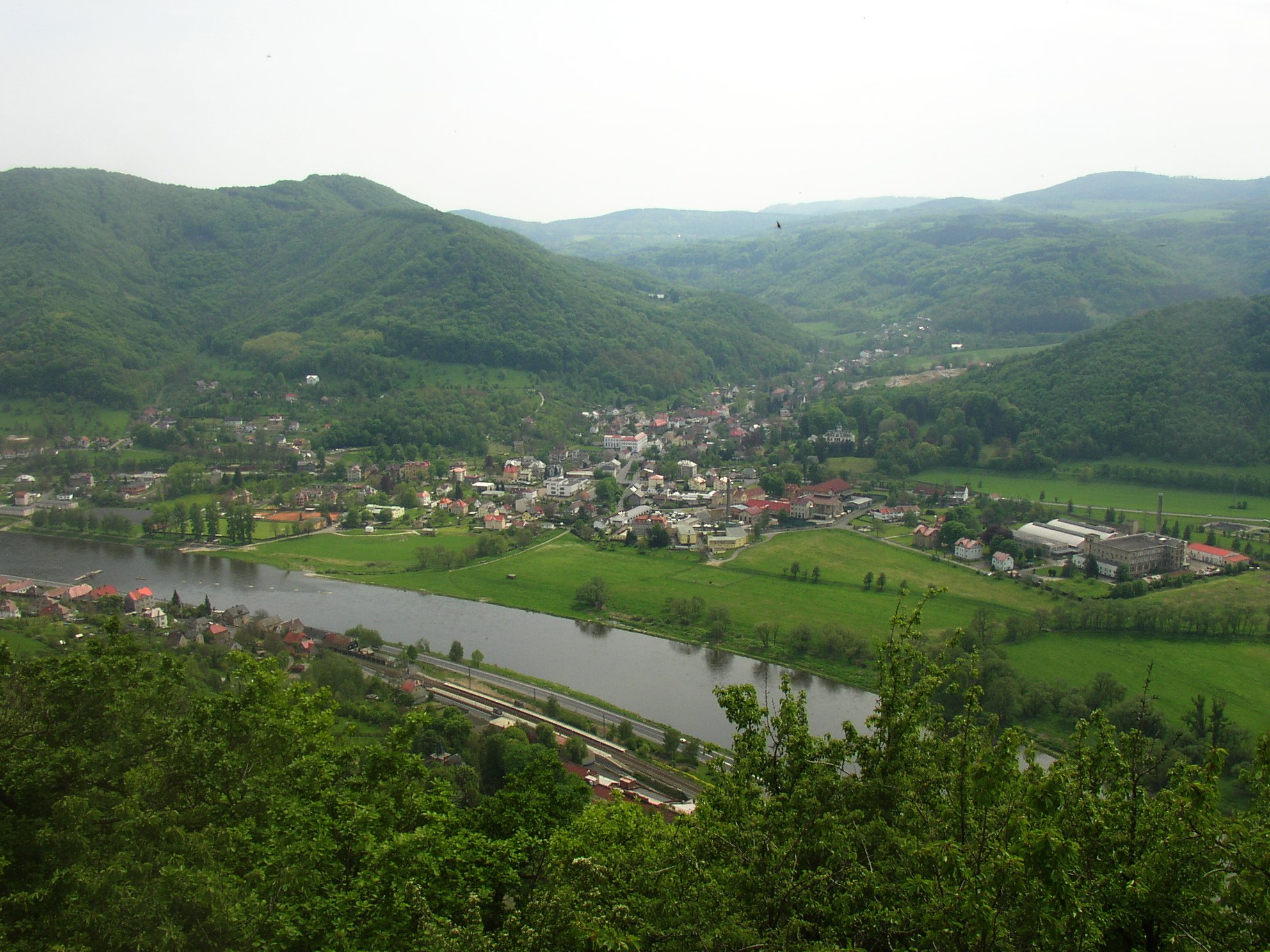
Blick vom Kozí vrch (Ziegenberg, 380 m) auf Velké Březno

Velké Březno (deutsch Großpriesen) ist eine Gemeinde in Tschechien. Sie hat 2.386 Einwohner und liegt am rechten Elbufer zwischen Ústí nad Labem (Aussig) und Děčín (Tetschen) in 139 m n.m. Höhe. Auf dem Gemeindegebiet mündet der Homolský potok (Hummeler Bach nach Homole u Panny, Hummel) in die Elbe. Die Gemeinde gehört zum Okres Ústí nad Labem und Ústecký kraj.

## Geschichte
Der Ort wurde 1167 als Brezina bzw. villa Nabrezine erstmals urkundlich erwähnt und war eine Gründung des Johanniterordens. Im 13. und 14. Jahrhundert waren die Wartenberger Besitzer der Herrschaft. 1520 kaufte Friedrich von Saalhausen den Besitz und 1582 erwarb Abraham Bock die Herrschaft. Weitere Besitzer waren die Herren von Miltitz, von Dietrichstein und die Grafen Harrach.
1841 erwarb Karel Chotek für 170.000 Gulden die Herrschaft. Seit 1753 besteht im Ort eine Brauerei, die heute zu Heineken Česká republika gehört. Sie produziert die Biermarke Březňák. 
Im Jahr 1874 erhielt Großpriesen eine Station an der Bahnstrecke Wien-Mittelgrund der k.k. priv. Österreichischen Nordwestbahn (ÖNWB). Im Jahr 1890 wurde die dort abzweigende Lokalbahn Großpriesen-Wernstadt-Auscha eröffnet. Sie ist heute stillgelegt, auf einem Teil der Strecke bis nach Zubrnice verkehrt eine Museumsbahn. 
Velké Březno war während der Zeit der Habsburgermonarchie Teil des Gerichtsbezirks Außig bzw. des Bezirks Außig.

## Sehenswürdigkeiten
- Schloss Velké Březno
- Reste der Burg Varta bei Varta
- Berg Magnetovec (Naturdenkmal)
- Berg Kozí vrch (Naturdenkmal) am gegenüberliegenden Elbufer

## Gemeindegliederung
Die Gemeinde Velké Březno besteht aus den Ortsteilen Valtířov (Waltirsche) und Velké Březno (Großpriesen). Grundsiedlungseinheiten sind Osada, Valtířov, Velké Březno und Vítov (Wittal). Zu Velké Březno gehören außerdem die Ansiedlungen Nový Les (Neuwald), Varta (Warta) und Velichov (Welchen).
Das Gemeindegebiet gliedert sich in die Katastralbezirke Valtířov nad Labem, Velké Březno und Vítov u Velkého Března.

## Söhne und Töchter der Gemeinde
- Emil Franke (1880–1939), Jurist, Politiker, Minister
- Ernst Lammel (1908–1988), Mathematiker und Hochschullehrer
- Rudolf Koeckert (1913–2005), Violinist
- Svatopluk Košvanec (1936–2013), Jazzposaunist